# Skumtimmen (film)
Skumtimmen är en svensk drama- och thrillerfilm från 2013 i regi av Daniel Alfredson. Filmen bygger på Johan Theorins debutroman med samma namn  från 2007 och i rollerna ses bland andra Lena Endre, Tord Peterson och Thomas W. Gabrielsson.

## Om filmen
Inspelningen ägde rum på Öland och Kuba efter ett manus av Alfredson och Birgitta Bongenhielm. Filmen producerades av Søren Stærmose och Lars Pettersson och hade premiär den 27 september 2013.

## Handling
Julia har aldrig förlåtit sin far, sjökaptenen Gerlof, som hon anser vara skyldig till sonen Jens död. Gerlof håller sedan flera år på med en egen utredning om pojkens död då han misstänker att den mytomspunne mördaren Nils Kant kan ha något med Jens försvinnande att göra. Kant är sedan länge begraven, men han sägs ändå vandra på Alvaret i skymningen (skumtimmen).

## Rollista
- Lena Endre – Julia
- Tord Peterson – Gerlof
- Johan Sundberg – Jens
- Thomas W. Gabrielsson – Lennart
- Björn Andersson – Axelsson
- Eva Fritjofson – Astrid
- Claes Hartelius – Nyberg
- Jessica Liedberg – Klara Lambert
- Magnus Roosmann – landsfiskal
- Ted Åström – John Hagman
- Martin Alfredson Jofs – ung Nils Kant
- Felix Engström – Nils Kant
- Max Felder – SS-soldat
- Natanael Wall Sanktnovius – soldat
- Godehard Giese – soldat

## Mottagande
Filmen har medelbetyget 2,6/5 på Kritiker.se, baserat på arton recensioner. Högst betyg fick den av Gefle Dagblad (4/5) och lägst av Konstpretton (1/5).